# Dubai Tennis Championships 2002 - Qualificazioni singolare maschile
Le qualificazioni del singolare maschile del Dubai Tennis Championships 2002 sono state un torneo di tennis preliminare per accedere alla fase finale della manifestazione. I vincitori dell'ultimo turno sono entrati di diritto nel tabellone principale. In caso di ritiro di uno o più giocatori aventi diritto a questi sono subentrati i lucky loser, ossia i giocatori che hanno perso nell'ultimo turno ma che avevano una classifica più alta rispetto agli altri partecipanti che avevano comunque perso nel turno finale.
Le qualificazioni del torneo Dubai Tennis Championships 2002 prevedevano 16 partecipanti di cui 4 sono entrati nel tabellone principale.

## Teste di serie
1. Adrian Voinea (Qualificato)
2. Karol Kučera (primo turno)
3. Irakli Labadze (primo turno)
4. Michael Kohlmann (Qualificato)

1. Andrej Stoljarov (ultimo turno)
2. Jeff Tarango (primo turno)
3. Stefano Galvani (ultimo turno)
4. Oleg Ogorodov (ultimo turno)

## Qualificati
1. Adrian Voinea
2. Vasilīs Mazarakīs

1. Renzo Furlan
2. Michael Kohlmann

## Tabellone

### Legenda
| - Q = Qualificato - WC = Wild card - LL = Lucky loser | - ALT = Alternate - SE = Special Exempt - PR = Protected Ranking | - w/o = Walkover - r = Ritirato - d = Squalificato |

### Sezione 1
|  | Primo turno | Primo turno     | Primo turno     | Primo turno | Primo turno |  |  | Ultimo turno | Ultimo turno    | Ultimo turno | Ultimo turno | Ultimo turno |  |
|  |             |                 |                 |             |             |  |  |              |                 |              |              |              |  |
|  | 1           | Adrian Voinea   | 7               | 4           | 6           |  |  |              |                 |              |              |              |  |
|  |             | Tuomas Ketola   | 5               | 6           | 3           |  |  | 1            | Adrian Voinea   | 0            | 7            | 6            |  |
|  | 7           | Stefano Galvani | Stefano Galvani | 7           | 6           |  |  | 7            | Stefano Galvani | 6            | 63           | 3            |  |
|  |             | Ján Krošlák     | Ján Krošlák     | 5           | 2           |  |  |              |                 |              |              |              |  |

### Sezione 2
|  | Primo turno | Primo turno       | Primo turno       | Primo turno | Primo turno |  |  | Ultimo turno | Ultimo turno      | Ultimo turno      | Ultimo turno | Ultimo turno |  |
|  |             |                   |                   |             |             |  |  |              |                   |                   |              |              |  |
|  |             | Vasilīs Mazarakīs | Vasilīs Mazarakīs | 6           | 6           |  |  |              |                   |                   |              |              |  |
|  | 2           | Karol Kučera      | Karol Kučera      | 4           | 1           |  |  |              | Vasilīs Mazarakīs | Vasilīs Mazarakīs | 6            | 6            |  |
|  | 8           | Oleg Ogorodov     | Oleg Ogorodov     | 6           | 6           |  |  | 8            | Oleg Ogorodov     | Oleg Ogorodov     | 4            | 1            |  |
|  |             | Mehdi Tahiri      | Mehdi Tahiri      | 3           | 4           |  |  |              |                   |                   |              |              |  |

### Sezione 3
|  | Primo turno | Primo turno      | Primo turno      | Primo turno | Primo turno |  |  | Ultimo turno | Ultimo turno | Ultimo turno | Ultimo turno | Ultimo turno |  |
|  |             |                  |                  |             |             |  |  |              |              |              |              |              |  |
|  |             | Renzo Furlan     | 6                | 2           | 6           |  |  |              |              |              |              |              |  |
|  | 3           | Irakli Labadze   | 4                | 6           | 2           |  |  | Renzo Furlan | Renzo Furlan | 6            | 2            | 6            |  |
|  |             | Jeff Tarango     | Jeff Tarango     | 6           | 6           |  |  | Jeff Tarango | Jeff Tarango | 3            | 6            | 3            |  |
|  | 6           | Vladimir Volčkov | Vladimir Volčkov | 1           | 4           |  |  |              |              |              |              |              |  |

### Sezione 4
|  | Primo turno | Primo turno      | Primo turno | Primo turno | Primo turno |  |  | Ultimo turno | Ultimo turno     | Ultimo turno | Ultimo turno | Ultimo turno |  |
|  |             |                  |             |             |             |  |  |              |                  |              |              |              |  |
|  | 4           | Michael Kohlmann | 6           | 1           | 6           |  |  |              |                  |              |              |              |  |
|  |             | Rogier Wassen    | 2           | 6           | 1           |  |  | 4            | Michael Kohlmann | 4            | 6            | 6            |  |
|  | 5           | Andrej Stoljarov | 6           | 4           | 6           |  |  | 5            | Andrej Stoljarov | 6            | 4            | 1            |  |
|  |             | Vadim Kucenko    | 2           | 6           | 4           |  |  |              |                  |              |              |              |  |